# Bistum Macapá
Das Bistum Macapá (lateinisch Dioecesis Macapensis, portugiesisch Diocese de Macapá) ist eine in Brasilien gelegene römisch-katholische Diözese mit Sitz in Macapá im Bundesstaat Amapá.

## Geschichte
Die Territorialprälatur Macapá wurde von Papst Pius XII. am 1. Februar 1949 mit der Päpstlichen Bulle Unius Apostolicae Sedis aus Gebietsabtretungen der Territorialprälatur Santarém errichtet. Am 30. Oktober 1980 wurde die Territorialprälatur Macapá zum Bistum erhoben. Das Bistum Macapá ist dem Erzbistum Belém do Pará als Suffraganbistum unterstellt.

## Ordinarien

### Prälaten von Macapá
- Aristide Pirovano PIME, 1955–1965
- Giuseppe Maritano PIME, 1965–1980

### Bischöfe von Macapá
- Giuseppe Maritano PIME, 1980–1983
- Luiz Soares Vieira, 1984–1991, dann Erzbischof von Manaus
- Giovanni Risatti PIME, 1993–2003
- Pedro José Conti, 2004–2024
- Antônio de Assis Ribeiro SDB, seit 2024